# Nemotelus flavicornis
Nemotelus flavicornis is een vliegensoort uit de familie van de Stratiomyidae. De wetenschappelijke naam van de soort is voor het eerst geldig gepubliceerd in 1894 door Johnson.